# Centro para la Investigación de la Historia del Fútbol
El Centro para la 
En 2003, desde el 8 de mayo hasta el fin del curso lectivo, el CIHF y el Centro de Capacitación y Comunicación de Unión de Trabajadores de Prensa de Buenos Aires (UTPBA) llevó a cabo el Primer Taller de Investigación Histórica y Estadística sobre Fútbol, dirigido al público en general y, de modo especial, a periodistas y estudiantes de periodismo. Esta actividad ha contado con la presencia como invitados de destacados periodistas y exfutbolistas.
El CIHF también mantiene un sitio web, un blog y su sitio oficial de Facebook.

## Publicaciones
Desde febrero de 2003 emite un boletín electrónico que es distribuido entre sus asociados donde se encuentran notas periodísticas, investigaciones, novedades e información de interés. El mismo es gratuito para los miembros del CIHF. 
Dado que sus miembros han colaborado desinteresadamente con distintas instituciones periodísticas que publican historias y estadísticas del fútbol, la comisión directiva ha premiado a partir del 2004 a las que a su juicio han merecido ser destacadas. Las mismas hasta el presente son las siguientes:
- Fundación del Club Atlético River Plate.[2][3]
- El gol 80.000 del profesionalismo.[4]
- Investigación sobre el Quilmes Atlético Club.[5]
- Investigación sobre los goles de Francisco Varallo y Martín Palermo.[6]
- Sobre la Estadística, el CIHF y Labruna.[7] A un Siglo del Ascenso de River.[8]
- El nacimiento de los clásicos rioplatenses.[9]

## Organización
La actual Comisión Directiva está constituida por:
Presidente: Carlos Yametti 
Vicepresidente: Oscar Barnade 
Tesorero: Ricardo Gorosito 
Pro tesorero: Hugo Pecora
Secretario: Cristian Marcantonio 
Secretario de actas: Ignacio Titimoli 
Vocales titulares: Jorge Gallego, Fernando Ferreira, Jorge Concilio, Gustavo González, Pablo Di Pasquale
Vocales suplentes: Marcelo Demergassi, Norberto Martínez, Diego Zelonka, José Carluccio, Diego Jolodovsky
Comisión revisora de cuentas: Oscar Demergassi y Carlos España (miembros titulares); Pablo Di Pasquale (miembro suplente)